# The Choral
The Choral è un film del 2025 diretto da Nicholas Hytner.

## Trama
Yorkshire, 1916. Mentre la prima guerra mondiale impazza nell'Europa continentale, un coro locale coinvolge un gruppo di ragazze e di veterani feriti per un'esecuzione de Il sogno di Geronte di Edward Elgar.

## Produzione
Nel marzo 2024 fu annunciato che Nicholas Hytner avrebbe diretto un film sceneggiato da Alan Bennett, con Ralph Fiennes e Simon Russell Beale nel cast.
Le riprese principali iniziarono nello Yorkshire il 28 maggio 2024.

## Promozione
Il primo trailer è stato diffuso il 5 agosto 2025.

## Distribuzione
Dopo la prima al Toronto International Film Festival nel settembre 2025, il film sarà distribuito nelle sale britanniche il 7 novembre seguente.